# Sender Herrenberg (Schlossberg)
Der Sender Herrenberg (Schlossberg) ist ein Füllsender für Hörfunk, der derzeit das Programm von Energy Stuttgart ausstrahlt. Als Antennenträger kommt ein auf einem Dach montierter Rohrmast zum Einsatz.

## Frequenzen und Programme

### Analoger Hörfunk (UKW)
| Frequenz (MHz) | Programm         | RDS PS   | RDS PI                | Regionalisierung | ERP (kW) | Antennendiagramm rund (ND)/gerichtet (D) | Polarisation horizontal (H)/vertikal (V) |
| -------------- | ---------------- | -------- | --------------------- | ---------------- | -------- | ---------------------------------------- | ---------------------------------------- |
| 99,2           | Energy Stuttgart | _ENERGY_ | 1709 (regional), 1309 | Böblingen        | 0,2      | ND                                       | H                                        |